# Liste indigener Völker Südamerikas
Diese Liste beinhaltet indigene Völker in Südamerika.
| Name des Stammes                            | Sprache                                    | Name des Siedlungsgebietes (nach der Kolonisierung)                                                       | Geschätzte Bevölkerungszahl | Jahr                  |
| ------------------------------------------- | ------------------------------------------ | --- | --- | --------------------- |
| A                                           |                                            | | |                       |
| Abipón                                      | Callaga                                    | Argentinien (Gran Chaco)                                                                                  | 5000 | bis 2. Hälfte 19. Jh. |
| Achagua                                     | Arawak                                     | Kolumbien                                                                                                 | 280 |                       |
| Aché                                        |                                            | Paraguay                                                                                                  | 1200 |                       |
| Achuar                                      | Achuar (dem Shuar verwandt)                | Ecuador (Morona Santiago), Peru                                                                           | 3000 |                       |
| Aguaruna (Awajun)                           | Aguaruna (Jivaro-Sprachen)                 | Peru | 45.000 | 1993                  |
| Aikanã                                      | Aikanã                                     | Brasilien (Rondônia)                                                                                      | 175 – 180 | 1995 – 2005           |
| Ajuru                                       | Tupari                                     | Brasilien (Rondônia)                                                                                      | 38 – 77 | 1990 – 2001           |
| Akuntsu                                     |                                            | Brasilien (Rondônia)                                                                                      | 5 | 2011                  |
| Amanayé                                     | Tupí-Guaraní                               | Brasilien (Pará)                                                                                          | 66 – 192 | 1990 – 2001           |
| Amondawa                                    | Tupí-Guaraní                               | Brasilien (Rondônia)                                                                                      | 83 | 2003                  |
| Amorúa                                      | Guahibo                                    | Kolumbien                                                                                                 | 165 |                       |
| Anambé                                      | Tupí-Guaraní                               | Brasilien (Pará)                                                                                          | 105 – 132 | 1994 – 2000           |
| Andoque                                     | Andoque                                    | Ost-Kolumbien / Peru                                                                                      | 10.000 / 518 | 1900 – 1997           |
| Aparai                                      | Karíb                                      | Brasilien (Pará)                                                                                          | 144 – 415 | 1996 – 1998           |
| Apiaká                                      | Tupí-Guaraní                               | Brasilien (Mato Grosso)                                                                                   | 92 – 192 | 1992 – 2001           |
| Apinayé                                     | Jê                                         | Brasilien (Tocantins)                                                                                     | 718 – 1262 | 1989 – 2003           |
| Apolima Arara                               |                                            | Brasilien (Acre)                                                                                          | |                       |
| Apurinã                                     | Arawak                                     | Brasilien (Amazonas)                                                                                      | 2800 – 2779 | 1991 – 1999           |
| Aranã                                       |                                            | Brasilien (Minas Gerais)                                                                                  | |                       |
| Arapaço                                     | Tukano                                     | Brasilien (Amazonas)                                                                                      | 317 – 329 | 1992 – 2001           |
| Arara (Ukarãgmã)                            | Karíb                                      | Brasilien (Pará)                                                                                          | 195 | 1998                  |
| Arara (Shawanauá)                           | Pano-Sprachen                              | Brasilien (Acre)                                                                                          | 300 – 200 | 1993 – 1999           |
| Arara do Aripuanã                           |                                            | Brasilien (Mato Grosso)                                                                                   | 150 | 1994                  |
| Arawak                                      | Arawak                                     | Belize, Brasilien, Französisch-Guayana, Guatemala, Guyana, Honduras, Kolumbien, Peru, Suriname, Venezuela | 450.000 |                       |
| Araweté                                     | Tupí-Guaraní                               | Brasilien (Pará)                                                                                          | 230 – 278 | 1995 – 2000           |
| Arhuako                                     |                                            | Kolumbien (Karibik)                                                                                       | 20000 |                       |
| Arikapu                                     | Jaboti                                     | Brasilien (Rondônia)                                                                                      | 6 – 19 | 1990 – 2001           |
| Arikem                                      | Arikem                                     | Brasilien (Rondônia)                                                                                      | |                       |
| Aruá                                        | Mondé                                      | Brasilien (Rondônia)                                                                                      | 6 – 58 | 1997 – 2001           |
| Asháninka                                   | Aruák                                      | Brasilien (Acre) / Peru                                                                                   | 813 / 55.000 | 1999 / 1993           |
| Asurini do Tocantins                        | Tupí-Guaraní                               | Brasilien (Pará)                                                                                          | 233 – 303 | 1995 – 2002           |
| Asurini do Xingu                            | Tupí-Guaraní                               | Brasilien (Pará)                                                                                          | 81 – 106 | 1995 – 2001           |
| Atikum                                      |                                            | Brasilien (Pernambuco)                                                                                    | 3582 – 2743 | 1985 – 1999           |
| Avá-Canoeiro                                | Tupí-Guaraní                               | Brasilien (Tocantins, Goiás)                                                                              | 14 – 16 | 1995 – 2000           |
| Awá (Kwaik)                                 | Awapit                                     | SW-Kolumbien / N-Ecuador                                                                                  | 12.936 / ? |                       |
| Awá (Guajá)                                 | Tupí-Guaraní                               | Brasilien (Maranhão)                                                                                      | 370 – 280 | 1990 – 1998           |
| Awetí                                       | Aweti                                      | Brasilien (Mato Grosso)                                                                                   | 107 – 138 | 1997 – 2002           |
| Aymara                                      | Aymara                                     | Bolivien / Perú / Chile                                                                                   | 3.000.000 / 1.000.000 / 40.000 |                       |
| Ayoreode                                    |                                            | Paraguay (Chaco)                                                                                          | 5.000 | 2003                  |
| B                                           |                                            | | |                       |
| Bakairi                                     | Karíb                                      | Brasilien (Mato Grosso)                                                                                   | 982 | 2014                  |
| Banawá Yafi                                 | Arawá                                      | Brasilien (Amazonas)                                                                                      | 120 – 100 | 1991 – 1999           |
| Baniwa                                      | Aruák                                      | Brasilien (Amazonas) / Kolumbien / Venezuela                                                              | 5.141 / 6.790 / 3.236 | 2002 / 2000 / 2000    |
| Bara                                        | Tukano                                     | Brasilien (Amazonas) / Ost-Kolumbien                                                                      | 39 / 96 | 2001 /                |
| Barasana                                    | Tucano                                     | Ost-Kolumbien                                                                                             | 1.891 |                       |
| Baré                                        | Nheengatu                                  | Brasilien (Amazonas) / Venezuela                                                                          | 2.790 / 1.210 | 1998 / 1992           |
| Bari (Kolumbien)                            |                                            | Nord-Kolumbien                                                                                            | |                       |
| Betoye                                      | Spanisch *                                 | Kolumbien (Arauca)                                                                                        | 745 |                       |
| Bora (Volk)                                 | Bora                                       | SO-Kolumbien                                                                                              | 646 |                       |
| Bororo                                      | Bororo                                     | Brasilien (Mato Grosso)                                                                                   | 750 | 1999                  |
| C                                           |                                            | | |                       |
| Cabiyarí                                    | Arawak                                     | SO-Kolumbien                                                                                              | 277 |                       |
| Carapana                                    | Tucano                                     | SO-Kolumbien                                                                                              | 412 |                       |
| Carijona                                    | Caribe                                     | SO-Kolumbien                                                                                              | 287 |                       |
| Chachapoya                                  | (ausgestorben)                             | Nord-Peru                                                                                                 | |                       |
| Chachi                                      | Cha'palachi (dem Awá und Tsafiki verwandt) | Ecuador (Esmeraldas, Cayapas)                                                                             | 4.000 |                       |
| Chamacoco                                   | Samuko                                     | Brasilien (Mato Grosso do Sul) / Paraguay                                                                 | 40 / 908 | 1994 / 1992           |
| Chané                                       | Tupí-Guaraní                               | Nord-Argentinien                                                                                          | |                       |
| Charrúa                                     | Avañe'é oder Guaraní                       | Uruguay                                                                                                   | ausgestorben | um 1830               |
| Chibcha                                     | Chibcha                                    | Kolumbien                                                                                                 | |                       |
| Chimila                                     | Chimila (Chibcha)                          | Nord-Kolumbien                                                                                            | 10.000 – 992 | 17. Jhd. – 1997       |
| Chiquitano                                  | Chiquito                                   | Brasilien (Mato Grosso) / Bolivien                                                                        | 2.000 / 40.000 | 2000 / 2000           |
| Chiricoa                                    | Guahibo                                    | Kolumbien (Arauca)                                                                                        | 173 |                       |
| Chiriguano                                  | Tupí-Guaraní                               | Argentinien (Salta, Formosa, Chaco) / Paraguay / Bolivien                                                 | 100.000 |                       |
| Cinta Larga                                 | Tupí Mondé                                 | Brasilien (Mato Grosso, Rondônia)                                                                         | 643 – 1300 | 1993 – 2003           |
| Cocama                                      | Tupí-Guaraní                               | SO-Kolumbien                                                                                              | 767 |                       |
| Coconuco                                    | früher Guambiana (?)                       | Kolumbien (Cauca)                                                                                         | 6.141 |                       |
| Cofán                                       | A'ingae                                    | Ecuador / Kolumbien                                                                                       | 1.000 | 2005                  |
| Columbiara                                  |                                            | Brasilien (Rondônia)                                                                                      | |                       |
| Coreguaje                                   | Tucano                                     | Kolumbien (Caquetá)                                                                                       | 2.106 |                       |
| Cubeo                                       |                                            | Ost-Kolumbien                                                                                             | 6.035 |                       |
| Cuiba                                       | Guahíbo                                    | Kolumbien (Llanos)                                                                                        | 2.274 |                       |
| Curripaco                                   | Arawá                                      | Ost-Kolumbien                                                                                             | 7.066 |                       |
| D                                           |                                            | | |                       |
| Deni                                        | Arawá                                      | Brasilien (Amazonas)                                                                                      | 570 – 736 | 1995 – 2002           |
| Dessano (Desano)                            | Tukano                                     | Brasilien (Amazonas) / SO-Kolumbien                                                                       | 1531 / 2136 | 2001 / 1988           |
| Diarroi                                     | Tupí-Guaraní                               | Brasilien (Amazonas)                                                                                      | 30 | 1997                  |
| Dujo                                        | Spanisch *                                 | Kolumbien (Huila)                                                                                         | 96 |                       |
| E                                           |                                            | | |                       |
| Emberá                                      | Emberá (Chocó)                             | Westliches Kolumbien                                                                                      | 71.412 |                       |
| Emberá Katio                                | Chocó                                      | NW-Kolumbien                                                                                              | |                       |
| Enawenê-Nawê                                | Aruák                                      | Brasilien (Mato Grosso)                                                                                   | 253 – 320 | 1995 – 2000           |
| Eperara Siapidara                           | Chocó                                      | Kolumbien (Cauca)                                                                                         | |                       |
| Ewarhuyana                                  |                                            | Brasilien (Pará)                                                                                          | 12 | 2001                  |
| F                                           |                                            | | |                       |
| Fulni-ô                                     | Yatê                                       | Brasilien (Pernambuco)                                                                                    | 2788 – 2930 | 1989 – 1999           |
| G                                           |                                            | | |                       |
| Galibi Marworno                             | Karíb, Kheuol (kreol.)                     | Brasilien (Amapá)                                                                                         | 1249 – 1764 | 1993 – 2000           |
| Galibi                                      | Karíb, Patois (kreol.)                     | Brasilien (Amapá) / Französisch-Guayana                                                                   | 28 / 2000 | 2000 / 1992           |
| Gavião (Ikolen)                             | Mondé                                      | Brasilien (Rondônia)                                                                                      | 523 | 2004                  |
| Gavião (Parkatejê)                          | Timbira Oriental                           | Brasilien (Pará)                                                                                          | 338 | 1998                  |
| Gavião (Pukobiê)                            | Jê                                         | Brasilien (Maranhão)                                                                                      | 150 – 250 | 1990 – 1998           |
| Guajajára                                   | Tupí-Guaraní                               | Brasilien (Maranhão)                                                                                      | 11.450 – 13.100 | 1998 – 2000           |
| Guambiano                                   |                                            | Kolumbien (Cauca)                                                                                         | 20.782 |                       |
| Guanaca                                     | Spanisch *                                 | Kolumbien (Cauca)                                                                                         | 723 |                       |
| Guaraní                                     | Tupí-Guaraní                               | Süd-Brasilien / Paraguay / Uruguay / Argentinien / Bolivien                                               | 33.000 – 36.000 in Brasilien | 2003                  |
| Guaraní–Kaiowá (Paĩ Tavyterã)               | Tupí-Guaraní                               | Brasilien / Paraguay                                                                                      | 18.000 – 20.000 / 25.000 | 2003 / 1995           |
| Guaraní-Ñandewa (Ava Chiripa)               | Tupí-Guaraní                               | Brasilien / Paraguay                                                                                      | 10.000 / ? | 2003 / ?              |
| Guaraní–M’bya                               | Tupí-Guaraní                               | Brasilien / Argentinien / Paraguay                                                                        | 5.000 – 6.000 / ? / 14.000 | 2003 / ? / 2002       |
| Guató                                       | Guató                                      | Brasilien (Mato Grosso do Sul)                                                                            | 700 – 372 | 1993 – 1999           |
| Guayabero                                   | Guahibo (ISO 639: guh)                     | Kolumbien (Guaviare, Meta)                                                                                | 1061 |                       |
| H                                           |                                            | | |                       |
| Hyskariana                                  |                                            | Brasilien (Roraima, Pará)                                                                                 | |                       |
| Huaorani                                    |                                            | Ost-Ecuador                                                                                               | |                       |
| I                                           |                                            | | |                       |
| Ika (Arhuaco)                               | Arhuaco (Chibcha)                          | Nord-Kolumbien                                                                                            | 14.301 |                       |
| Ikpeng (Txikão)                             | Karib                                      | Brasilien (Mato Grosso)                                                                                   | 214 – 319 | 1995 – 2002           |
| Inga                                        | Quechua                                    | SW-Kolumbien                                                                                              | 43.000 | 1989                  |
| Ingarikó                                    | Karíb                                      | Brasilien (Roraima) / Guyana / Venezuela                                                                  | 675 / 4.000 / 728 | 1997 / 1990 / 1992    |
| Inka (siehe Quechua)                        |                                            | | |                       |
| Iranxe (Manoki)                             | Iranxe                                     | Brasilien (Mato Grosso)                                                                                   | 250 – 326 | 1994 – 2000           |
| J                                           |                                            | | |                       |
| Jabuti                                      | Jaboti                                     | Brasilien (Rondônia)                                                                                      | 67 – 123 | 1990 – 2001           |
| Jamamadi                                    | Arawá                                      | Brasilien (Amazonas)                                                                                      | 800 | 2000                  |
| Jarawara                                    | Arawá                                      | Brasilien (Amazonas)                                                                                      | 160 | 2000                  |
| Javaé                                       | Karajá                                     | Brasilien (Tocantins)                                                                                     | 919 | 2000                  |
| Jenipapo-Kanindé                            |                                            | Brasilien (Ceará)                                                                                         | 220 | 1999                  |
| Jiahui                                      | Tupí-Guaraní                               | Brasilien (Amazonas)                                                                                      | 50 | 2000                  |
| Jiripancó                                   |                                            | Brasilien (Alagoas)                                                                                       | 842 – 1500 | 1992 – 1999           |
| Jívaro (Jíbaro, Mayna, Shiwiar)             | Shuar                                      | Ost-Ecuador, Peru                                                                                         | 30.000 | 1981                  |
| Juma                                        | Tupí-Guaraní                               | Brasilien (Amazonas)                                                                                      | 7 | 2000                  |
| K                                           |                                            | | |                       |
| Kaapor (Urubu-Kaapor)                       | Tupí-Guaraní                               | Brasilien (Maranhão)                                                                                      | 500 – 800 | 1992 – 1998           |
| Kadiweu                                     | Guaikuru                                   | Brasilien (Mato Grosso do Sul)                                                                            | 1592 | 1998                  |
| Kaiabi                                      | Tupí-Guaraní                               | Brasilien (Pará, Mato Grosso)                                                                             | 1.000 | 1999                  |
| Kaimbé                                      |                                            | Brasilien (Bahia)                                                                                         | 1200 – 1270 | 1989 – 2001           |
| Kaingang (-e)                               | Jê                                         | Brasilien (São Paulo, Paraná, Santa Catarina, Rio Grande do Sul)                                          | 28.830 | 2005                  |
| Kaixana                                     |                                            | Brasilien (Amazonas)                                                                                      | 224 | 1997                  |
| Kalabaça                                    |                                            | Brasilien (Ceará)                                                                                         | |                       |
| Kalankó                                     |                                            | Brasilien (Alagoas)                                                                                       | 230 | 1999                  |
| Kalapalo                                    | Karíb                                      | Brasilien (Mato Grosso)                                                                                   | 363 – 417 | 1997 – 2002           |
| Kamayurá                                    | Tupí-Guaraní                               | Brasilien (Mato Grosso)                                                                                   | 303 – 355 | 1995 – 2002           |
| Kamba (Brasilien)                           |                                            | Brasilien (Mato Grosso do Sul)                                                                            | |                       |
| Kambeba                                     | Tupí-Guaraní                               | Brasilien (Amazonas)                                                                                      | 156 | 2000                  |
| Kambiwá                                     | Portugiesisch *                            | Brasilien (Pernambuco)                                                                                    | 1.578 | 1999                  |
| Kampa                                       | Aruák                                      | Brasilien (Acre) / Peru                                                                                   | 763 / 55.000 | 1994 / 1993           |
| Kamsá                                       | Kamsá                                      | Kolumbien (Putumayo)                                                                                      | 4022 |                       |
| Kanamanti                                   | Arawá                                      | Brasilien (Amazonas)                                                                                      | 150 | 1990                  |
| Kanamari                                    | Katukina                                   | Brasilien (Amazonas)                                                                                      | 1327 | 1999                  |
| Kanela Apaniekra                            | Jê                                         | Brasilien (Maranhão)                                                                                      | 336 – 458 | 1990 – 2000           |
| Kanela Rankokamekra                         | Jê                                         | Brasilien (Maranhão)                                                                                      | 883 – 1337 | 1990 – 2001           |
| Kanindé                                     |                                            | Brasilien (Ceará)                                                                                         | |                       |
| Kankuamo                                    | Sánha                                      | Nord-Kolumbien                                                                                            | 15.000 |                       |
| Kanoê                                       | Kanoê                                      | Brasilien (Rondônia)                                                                                      | 61 – 95 | 1990 – 2002           |
| Kantaruré                                   | Portugiesisch *                            | Brasilien (Bahia)                                                                                         | 244 – 353 | 1996 – 2003           |
| Kapinawá                                    | Portugiesisch *                            | Brasilien (Pernambuco)                                                                                    | 354 – 422 | 1989 – 1999           |
| Karafawyana                                 | Karíb                                      | Brasilien (Pará, Amazonas)                                                                                | |                       |
| Karajá                                      | Karajá                                     | Brasilien (Mato Grosso, Tocantins, Pará)                                                                  | 1900 – 2500 | 1995 – 1999           |
| Karapanã                                    | Tukano                                     | Brasilien (Amazonas) / Kolumbien                                                                          | 42 / 412 | 2001 / 1988           |
| Karapotó                                    |                                            | Brasilien (Alagoas)                                                                                       | 1050 – 796 | 1994 – 1999           |
| Karipuna                                    | Tupí-Guaraní                               | Brasilien (Rondônia)                                                                                      | 8 – 21 | 1995 – 2001           |
| Karipuna do Amapá                           | Kreol                                      | Brasilien (Amapá)                                                                                         | 1353 – 1708 | 1993 – 2000           |
| Kariri                                      | Portugiesisch *                            | Brasilien (Ceará)                                                                                         | |                       |
| Kariri-Xocó                                 | Portugiesisch *                            | Brasilien (Alagoas)                                                                                       | 1500 | 1999                  |
| Karitiana                                   | Arikem                                     | Brasilien (Rondônia)                                                                                      | 171 – 206 | 1994 – 2001           |
| Karo                                        | Karo                                       | Brasilien (Rondônia)                                                                                      | 208 | 2006                  |
| Karuazu                                     |                                            | Brasilien (Alagoas)                                                                                       | |                       |
| Katuena                                     | Karíb                                      | Brasilien (Pará, Amazonas)                                                                                | |                       |
| Katukina (Tüküná)                           | Katukina                                   | Brasilien (Amazonas)                                                                                      | 250 – 289 | 1990 – 2000           |
| Katukina                                    | Pano-Sprachen                              | Brasilien (Acre, Amazonas)                                                                                | 318 | 1998                  |
| Katxuyana                                   | Karib                                      | Brasilien (Pará)                                                                                          | 69 | 1998                  |
| Kawesqar (Kawashkar, Alakaluf)              | Kawesqar                                   | Südchile (Westpatagonien)                                                                                 | ca. 50 | 1990                  |
| Kaxarari (Kaxararí, Kaxariri, Caxararis)    | Pano-Sprachen                              | Brasilien (Amazonas, Rondônia)                                                                            | 318 | 2010                  |
| Kaxinawá (Cashinahua, Junikuin)             | Pano-Sprachen                              | Brasilien (Acre) / Peru                                                                                   | 3964 / 1400 | 1999 / 2000           |
| Kaxixó                                      |                                            | Brasilien (Minas Gerais)                                                                                  | |                       |
| Kayabi                                      | Tupí-Guaraní                               | Brasilien (Mato Grosso, Pará)                                                                             | 1200 | 1995                  |
| Kayapo                                      | Jê                                         | Brasilien (Mato Grosso, Pará)                                                                             | 7096 | 2003                  |
| Kiriri                                      |                                            | Brasilien (Bahia)                                                                                         | 1285 – 1401 | 1996 – 2003           |
| Kocama (Cocamilla)                          | Tupí-Guaraní                               | Brasilien (Amazonas) / Peru / Kolumbien                                                                   | 622 / 10.705 / 236 | 1989 / 1993 / 1988    |
| Kofán                                       | Kofán                                      | Kolumbien (Putumayo)                                                                                      | 1.475 |                       |
| Kogi (Kággaba)                              | Chibcha                                    | Nord-Kolumbien                                                                                            | 9765 |                       |
| Kokuiregatejê                               | Jê                                         | Brasilien (Maranhão)                                                                                      | |                       |
| Kolla (Coya, Omaguaca)                      | Quechua                                    | Nord-Chile / NW-Argentinien / Süd-Bolivien                                                                | |                       |
| Korubo                                      | Pano-Sprachen                              | Brasilien (Amazonas)                                                                                      | 250 | 2000                  |
| Krahô                                       | Timbira Oriental                           | Brasilien (Tocantins)                                                                                     | 1198 – 1900 | 1989 – 1999           |
| Kreje                                       | Jê                                         | Brasilien (Pará)                                                                                          | |                       |
| Krenak (historischer Name: Botokuden)       | Krenak                                     | Brasilien (Minas Gerais)                                                                                  | 600 | 2011                  |
| Krikati                                     | Jê                                         | Brasilien (Maranhão)                                                                                      | 420 – 620 | 1990 – 2000           |
| Kubeo (Pamíwa)                              | Tukano                                     | Brasilien (Amazonas) / Kolumbien                                                                          | 287 / 4238 | 2001 / 1988           |
| Kuikuro                                     | Karíb                                      | Brasilien (Mato Grosso)                                                                                   | 354 – 450 | 1995 – 2002           |
| Kujubim                                     | Txapakura                                  | Brasilien (Rondônia)                                                                                      | 14 – 27 | 1990 – 2001           |
| Kulina Madihá                               | Arawá                                      | Brasilien (Acre, Amazonas) / Peru                                                                         | 2.318 / 300 | 1999 / 1993           |
| Kulina Pano                                 | Pano-Sprachen                              | Brasilien (Amazonas)                                                                                      | 50 – 20 | 1990 – 1996           |
| Kuripako                                    | Aruák                                      | Brasilien (Amazonas) / Venezuela / Kolumbien                                                              | 880 / 2585 / 6790 (Zahlen unklar) | 1995 / 1992 / 1988    |
| Kuruaya                                     | Munduruku                                  | Brasilien (Pará)                                                                                          | 115 | 2002                  |
| Kwazá                                       | Kwazá                                      | Brasilien (Rondônia)                                                                                      | 25 | 1998                  |
| L                                           |                                            | | |                       |
| Letuama                                     | Tucano                                     | Ost-Kolumbien                                                                                             | 650 |                       |
| M                                           |                                            | | |                       |
| Machineri                                   | Aruák                                      | Brasilien (Acre)                                                                                          | 332 – 459 | 1994 – 1999           |
| Macuna                                      | Tucano                                     | Ost-Kolumbien                                                                                             | 992 |                       |
| Macurap                                     | Tupari                                     | Brasilien (Rondônia)                                                                                      | 129 – 267 | 1990 – 2001           |
| Makaguaje                                   | Guahibo                                    | Kolumbien (Arauca)                                                                                        | 542 |                       |
| Maku                                        | Maku                                       | Brasilien (Amazonas) / Ost-Kolumbien                                                                      | 2548 / 1163 | 1998 /                |
| Mehinako                                    | Aruák                                      | Brasilien (Mato Grosso)                                                                                   | 149 | 1994                  |
| Makuna (Yeba-masã)                          | Tukano                                     | Brasilien (Amazonas) / Kolumbien                                                                          | 168 / 528 | 2001 / 1988           |
| Makuxi (Teweya)                             | Karíb                                      | Brasilien (Roraima) / Guyana                                                                              | 16.500 / 7.500 | 2000 / 1990           |
| Mapuche (Araukaner)                         | Mapudungun                                 | Südchile u. Argentinien                                                                                   | keine verlässl. Zahlen, Zensus Chile 1992: 928.000; Zensus Chile 2002: 604.000 (fraglich); lt. eig. Schätzung rd. 1.400.000 (Chile u. Arg.) | 1992 – 2002           |
| Marubo                                      | Pano-Sprachen                              | Brasilien (Amazonas)                                                                                      | 1043 | 2000                  |
| Masiguare                                   | Guahíbo                                    | Ost-Kolumbien                                                                                             | 387 |                       |
| Maskoy                                      |                                            | | |                       |
| Matapí                                      | Matapí, Yacuna                             | SO-Kolumbien                                                                                              | 203 |                       |
| Matipu                                      | Karíb                                      | Brasilien (Mato Grosso)                                                                                   | 69 – 119 | 1997 – 2002           |
| Matis                                       | Pano-Sprachen                              | Brasilien (Amazonas)                                                                                      | 239 | 2000                  |
| Matsé (Mayoruna)                            | Pano-Sprachen                              | Brasilien (Amazonas) / Peru                                                                               | 829 / 1000 | 2000 / 1988           |
| Mawayana                                    | Karíb                                      | Brasilien (Pará, Amazonas)                                                                                | |                       |
| Maxakali (Kumanuxú, Tikmuún)                | Maxakali                                   | Brasilien (Minas Gerais)                                                                                  | 802 | 1997                  |
| Mehinako                                    | Aruak                                      | Brasilien (Mato Grosso)                                                                                   | 199 | 2002                  |
| Menki                                       | Iranxe                                     | Brasilien (Mato Grosso)                                                                                   | 62 – 78 | 1995 – 2000           |
| Mequém                                      | Tupari                                     | Brasilien (Rondônia)                                                                                      | |                       |
| Miranha (Miraña)                            | Bora (Sprache)                             | Brasilien (Amazonas) / SO-Kolumbien                                                                       | 613 / 660 | 1999 /                |
| Mirity Tapuya                               | Tukano                                     | Brasilien (Amazonas)                                                                                      | 120 – 95 | 1992 – 1998           |
| Mocoví                                      | Mocovi / Moqoit                            | Argentinien (Chaco)                                                                                       | 16.000 |                       |
| Mokaná                                      | Spanisch *                                 | Kolumbien (Atlântico)                                                                                     | |                       |
| Muinane                                     | Bora                                       | Süd-Kolumbien                                                                                             | 2000 – 537 | 1900 – 1997           |
| Muisca                                      | (war Chibcha)                              | Kolumbien (Cundinamarca, Boyacá)                                                                          | 1.859 | 1997                  |
| Munduruku                                   | Munduruku                                  | Brasilien (Pará)                                                                                          | 7500 | 1997                  |
| Mura                                        | Mura                                       | Brasilien (Amazonas)                                                                                      | 1400 – 5540 | 1990 – 2000           |
| N                                           |                                            | | |                       |
| Nahukuá                                     | Karib                                      | Brasilien (Mato Grosso)                                                                                   | 105 | 2002                  |
| Nambikwara                                  | Nambikwara                                 | Brasilien (Mato Grosso, Rondônia)                                                                         | 885 – 1145 | 1989 – 2001           |
| Naruvoto                                    | Karib                                      | Brasilien (Mato Grosso)                                                                                   | 78 | 2003                  |
| Nonuya                                      | Bora                                       | Kolumbien (Amazonas)                                                                                      | 199 |                       |
| Nukini                                      | Pano-Sprachen                              | Brasilien (Acre)                                                                                          | 400 | 1994                  |
| O                                           |                                            | | |                       |
| Ocaina (Dyo'xaiya-o-lvo'tsa)                | Huitoto                                    | Süd-Kolumbien / Peru                                                                                      | 126 / mehr |                       |
| Ofaié                                       | Ofaié                                      | Brasilien (Mato Grosso do Sul)                                                                            | 87 – 56 | 1991 – 1999           |
| Ona (Selk’nam)                              |                                            | Feuerland                                                                                                 | |                       |
| Oro Win                                     | Txapakura                                  | Brasilien (Rondônia)                                                                                      | 50 | 2000                  |
| Otavalos                                    | Quichua Imbabureña (Quechua-Dialekt)       | Ecuador (Imbabura)                                                                                        | |                       |
| P                                           |                                            | | |                       |
| Pacabuy                                     | Spanisch *                                 | Kolumbien (Magdalena, Bolívar)                                                                            | |                       |
| Páez                                        | Nasa Yuwe (Chibcha)                        | Kolumbien (Cauca, Huila)                                                                                  | 118.845 |                       |
| Paiaku                                      |                                            | Brasilien (Ceará)                                                                                         | 180 | 1997                  |
| Paiter (Suruí)                              | Mondé                                      | Brasilien (Rondônia)                                                                                      | 586 – 920 | 1992 – 2003           |
| Palikur (Aukwayene)                         | Aruák                                      | Brasilien (Amapá) / Französisch-Guayana                                                                   | 918 / 470 | 2000 / 1980           |
| Panará (Krenakore)                          | Jê                                         | Brasilien (Mato Grosso, Pará)                                                                             | 183 – 202 | 1998 – 2000           |
| Pankararé                                   | Portugiesisch *                            | Brasilien (Bahia)                                                                                         | 723 – 1500 | 1991 – 2001           |
| Pankararu                                   | Portugiesisch *                            | Brasilien (Pernambuco)                                                                                    | 3676 – 4146 | 1989 – 1999           |
| Pankaru                                     | Portugiesisch *                            | Brasilien (Bahia)                                                                                         | 74 – 84 | 1992 – 1999           |
| Parakanã                                    | Tupí-Guaraní                               | Brasilien (Pará)                                                                                          | 624 – 800 | 1995 – 2000           |
| Pareci (Haliti)                             | Aruák                                      | Brasilien (Mato Grosso)                                                                                   | 1200 – 1293 | 1995 – 1999           |
| Parintintin                                 | Tupí-Guaraní                               | Brasilien (Amazonas)                                                                                      | 130 – 156 | 1990 – 2000           |
| Pastos                                      | Spanisch *                                 | Süd-Kolumbien (Nariño)                                                                                    | 55.379 | 2004                  |
| Patagonier                                  |                                            | Feuerland                                                                                                 | |                       |
| Patamona                                    | Karíb                                      | Brasilien (Roraima) / Guyana                                                                              | 50 / 5.500 | 1991 / 1990           |
| Pataxó                                      | Pataxó                                     | Brasilien (Bahia)                                                                                         | 1750 – 2790 | 1989 – 2001           |
| Pataxó Hã-Hã-Hãe                            |                                            | Brasilien (Bahia)                                                                                         | 1665 – 1865 | 1993 – 2001           |
| Paumari                                     | Arawá                                      | Brasilien (Amazonas)                                                                                      | 539v870 | 1988 – 2000           |
| Paumelenho                                  |                                            | Brasilien (Rondônia)                                                                                      | |                       |
| Piapoco                                     |                                            | Kolumbien                                                                                                 | |                       |
| Piaroa                                      | Sáliba-Piaroa                              | Ost-Kolumbien                                                                                             | 797 |                       |
| Pijao                                       |                                            | Kolumbien                                                                                                 | |                       |
| Pipipã                                      |                                            | Brasilien (Pernambuco)                                                                                    | |                       |
| Pirahã                                      | Pirahã                                     | Brasilien (Amazonas)                                                                                      | 179 – 360 | 1993 – 2000           |
| Piratapuia (Piratapuyo)                     | Tukano                                     | Brasilien (Amazonas) / Kolumbien (Vaupés)                                                                 | 1.004 / 630 | 2001 /                |
| Pisamira                                    |                                            | Kolumbien (Vaupés)                                                                                        | 54 |                       |
| Pitaguari                                   |                                            | Brasilien (Ceará)                                                                                         | 871 | 1999                  |
| Potyguara                                   |                                            | Brasilien (Paraíba)                                                                                       | 6120 – 7575 | 1989 – 1999           |
| Poyanawa                                    | Pano-Sprachen                              | Brasilien (Acre)                                                                                          | 385 – 403 | 1994 – 1999           |
| Puinave                                     | Puinave (ISO 639: pui)                     | Ost-Kolumbien (Guainía und Vichada), Venezuela (Amazonas)                                                 | 1800 – 3400 |                       |
| Q                                           |                                            | | |                       |
| Quechua                                     | Quechua (ISO 639: que)                     | Argentinien, Bolivien, Chile, Ecuador, Peru                                                               | 9 – 14 Millionen |                       |
| Quilmes                                     |                                            | NW-Argentinien (Tucumán, Catamarca, Salta)                                                                | |                       |
| R                                           |                                            | | |                       |
| Rikbaktsa                                   | Rikbaktsa                                  | Brasilien (Mato Grosso)                                                                                   | 900 | 1995                  |
| S                                           |                                            | | |                       |
| Sakurabiat                                  | Tupari                                     | Brasilien (Rondônia)                                                                                      | 66 | 2003                  |
| Sáliba                                      | Sáliba-Piaroa                              | Ost-Kolumbien (Casanare, Vichada)                                                                         | 387 |                       |
| Sánha                                       | Chibcha                                    | Nord-Kolumbien                                                                                            | 9765 |                       |
| Sateré-Mawé                                 | Mawé                                       | Brasilien (Amazonas, Pará)                                                                                | 5825 – 7134 | 1991 – 2000           |
| Secoya (Aido Pai)                           | Secoya (Fam.: Tucano)                      | Nordost-Ecuador (Cuyabeno), Peru                                                                          | 290 (EC), 144 (PE) | 1990                  |
| Shanenawa                                   | Pano-Sprachen                              | Brasilien (Acre)                                                                                          | 178 | 1998                  |
| Shuar                                       | Shuar                                      | Ost-Ecuador                                                                                               | 30.000 | 1981                  |
| Sikuani                                     | Guahíbo                                    | Kolumbien (Vichada, Meta)                                                                                 | 20.544 |                       |
| Siona                                       | Tucano Occidental                          | Süd-Kolumbien/Nord-Ecuador                                                                                | 700 |                       |
| Siriano                                     | Tukano                                     | Brasilien (Amazonas) / Kolumbien (Vaupés)                                                                 | 17 / 716 | 2001 /                |
| Siripu                                      |                                            | Kolumbien                                                                                                 | |                       |
| Suruí (Aikewara)                            | Tupí-Guaraní                               | Brasilien (Pará)                                                                                          | 185 | 1997                  |
| Suyá                                        | Jê                                         | Brasilien (Mato Grosso)                                                                                   | 213 – 334 | 1995 – 2002           |
| T                                           |                                            | | |                       |
| Tabajara                                    |                                            | Brasilien (Ceará)                                                                                         | |                       |
| Taibano                                     | Tucano                                     | Kolumbien (Vaupés)                                                                                        | 19 |                       |
| Tairona                                     |                                            | Kolumbien                                                                                                 | |                       |
| Tanimuca                                    | Tucano                                     | SO-Kolumbien                                                                                              | |                       |
| Tapayuna                                    | Jê                                         | Brasilien (Mato Grosso)                                                                                   | 58 | 1995                  |
| Tapeba                                      | Portugiesisch *                            | Brasilien (Ceará)                                                                                         | 2491 | 1999                  |
| Tapirapé                                    | Tupí-Guaraní                               | Brasilien (Mato Grosso)                                                                                   | 380 – 438 | 1995 – 2000           |
| Tapuio (Tapuia Xavante)                     | Portugiesisch *                            | Brasilien (Goiás)                                                                                         | 235 | 1998                  |
| Tariana (Tariano, Taliaseri)                | Aruák                                      | Brasilien (Amazonas) / Kolumbien (Vaupés)                                                                 | 1.914 / 332 | 2001 /                |
| Taromenane                                  |                                            | Ecuador                                                                                                   | 150–300 |                       |
| Tatuyo                                      | Tucano                                     | Kolumbien (Vaupés)                                                                                        | 294 |                       |
| Taurepang (Arekuna)                         | Karíb                                      | Brasilien (Roraima) / Venezuela                                                                           | 792 / 21.000 | 2014/ 2001            |
| Tembé (Tenetehara)                          | Tupí-Guaraní                               | Brasilien (Pará, Maranhão)                                                                                | 1879 | 2014                  |
| Tenharim (Kagwahiva)                        | Tupí-Guaraní                               | Brasilien (Amazonas)                                                                                      | 828 | 2014                  |
| Terena                                      | Aruák                                      | Brasilien (Mato Grosso do Sul)                                                                            | 15.795 | 1999                  |
| Ticuna (Magüa, Du-ûgü)                      | Ticuna                                     | Brasilien (Amazonas) / Peru / SO-Kolumbien                                                                | 32.613 / 4.200 / 6.585 | 1998 / 1988 / 1997    |
| Tingui Botó                                 |                                            | Brasilien (Alagoas)                                                                                       | 180 – 350 | 1991 – 2002           |
| Tiriyo (auch: Trio, Tarëno)                 | Karíb                                      | Brasilien (Pará) / Suriname                                                                               | 735 / 376 | 1998 / 1974           |
| Toba                                        |                                            | Nord-Argentinien / Paraguay                                                                               | |                       |
| Tupinambá                                   | Nheengatu                                  | Brasilien (São Luís)                                                                                      | |                       |
| Torá                                        | Txapakura                                  | Brasilien (Amazonas)                                                                                      | 51 | 1999                  |
| Totoroe                                     | Spanisch *                                 | Kolumbien (Cauca)                                                                                         | 3.654 | 1997                  |
| Tremembé                                    | Portugiesisch *                            | Brasilien (Ceará)                                                                                         | 5.000 |                       |
| Truká                                       | Portugiesisch *                            | Brasilien (Pernambuco)                                                                                    | 909 – 1333 | 1990 – 1999           |
| Trumai                                      | Trumai                                     | Brasilien (Mato Grosso)                                                                                   | 89 – 120 | 1995 – 2002           |
| Tsáchila (auch: Colorados)                  | Tsafiki                                    | Ecuador (Santo Domingo de los Tsáchilas)                                                                  | 1.000 | 2000                  |
| Tsohom Djapá                                | Katukina                                   | Brasilien (Amazonas)                                                                                      | 100 | 1985                  |
| Tukano (Tucano)                             | Tukano                                     | Brasilien (Amazonas) / Ost-Kolumbien                                                                      | 4604 / 6837 | 2001 / 1988           |
| Tule (Cuna, Ipkikuntiwala, Makilakuntiwala) | Chibcha                                    | Kolumbien (Chocó, Antioquia) / Panamá (San Blás Inseln)                                                   | 1.166 / ? |                       |
| Tumbalalá                                   | Portugiesisch *                            | Brasilien (Bahia)                                                                                         | 900 | 2001                  |
| Tupari                                      | Tupari                                     | Brasilien (Rondônia)                                                                                      | 204 – 338 | 1992 – 2001           |
| Tupíniquim                                  | Portugiesisch *                            | Brasilien (Espiritu Santo)                                                                                | 1.386 | 1997                  |
| Turiwara                                    | Tupí-Guaraní                               | Brasilien (Pará)                                                                                          | 39 – 60 | 1990 – 1998           |
| Tuxá                                        | Portugiesisch *                            | Brasilien (Bahia, Pernambuco)                                                                             | 929 – 1630 | 1992 – 1999           |
| Tuyuka (Dokapuara)                          | Tukano                                     | Brasilien (Amazonas) / SO-Kolumbien                                                                       | 593 / 570 | 2001 / 1988           |
| U                                           |                                            | | |                       |
| Umutina                                     | Bororo                                     | Brasilien (Mato Grosso)                                                                                   | 124 | 1999                  |
| Uitoto                                      | Uitoto                                     | SO-Kolumbien                                                                                              | 6245 |                       |
| Uru-Eu-Wau-Wau (Urupain)                    | Tupí-Guaraní                               | Brasilien (Rondônia)                                                                                      | 106 – 87 | 1994 – 2003           |
| U'wa (Tunebo)                               | Chibcha                                    | Zentral-Kolumbien                                                                                         | 7.013 | 1997                  |
| W                                           |                                            | | |                       |
| Waika                                       | Yanomami                                   | Venezuela                                                                                                 | |                       |
| Wai Wai                                     | Karíb                                      | Brasilien (Amazonas, Roraima, Pará) / Guyana                                                              | 2020 / 130 | 2000 / 2000           |
| Waiãpi                                      | Tupí-Guaraní                               | Brasilien (Amapá) / Französisch-Guayana                                                                   | 525 / 412 | 1999 / 1992           |
| Waimiri Atroari                             | Karíb                                      | Brasilien (Amazonas, Roraima)                                                                             | 931 | 2001                  |
| Wanano (Wanana)                             | Tucano                                     | Brasilien (Amazonas) / Kolumbien (Vaupés)                                                                 | 447 / 1172 | 2001 / ?              |
| Wapixana                                    | Aruák                                      | Brasilien (Roraima) / Guyana                                                                              | 6500 / 4000 | 2000 / 1990           |
| Warao                                       | Warao (Sprache)                            | Venezuela                                                                                                 | 30.000 |                       |
| Warekena                                    | Aruák                                      | Brasilien (Amazonas) / Venezuela                                                                          | 491 / 409 | 1998 / 1992           |
| Wari' (Pakaa Nova)                          | Txapakura                                  | Brasilien (Rondônia)                                                                                      | 2050 – 1930 | 1996 – 1998           |
| Wassu                                       |                                            | Brasilien (Alagoas)                                                                                       | 1220 – 1447 | 1994 – 1999           |
| Wauja (Waurá)                               | Aruák                                      | Brasilien (Mato Grosso)                                                                                   | 259 – 321 | 1997 – 2002           |
| Waunaan (Wounaan, Noanama)                  | Chibcha                                    | West-Kolumbien                                                                                            | 7962 oder 280 | 1997                  |
| Wayana                                      | Karíb                                      | Brasilien (Pará) / Suriname / Französisch-Guayana                                                         | 415 / 400 / 800 | 1999                  |
| Wayapopihíwi (Guahibo, Híwi, Sikuani, …)    | Guahibo (ISO 639: GUH)                     | Kolumbien (Arauca, Vichada), Venezuela (Apure, Amazonas)                                                  | 15.000 (Kolumbien), 5000 (Venezuela) | 1982                  |
| Wayúu (Guajiro)                             | Wayúu                                      | Kolumbien / Venezuela (Guajira)                                                                           | 270000 / 416000 | 2005 / 2011           |
| Wichí (Matacos)                             |                                            | Nord-Argentinien / Paraguay                                                                               | |                       |
| Witoto (Huitoto, Meneca, Murui, Minane)     | Huitoto                                    | Brasilien (Amazonas) / Kolumbien / Peru                                                                   | ? / 5939 / 2775 | 1988                  |
| Wiwa                                        | Chibcha                                    | Nord-Kolumbien                                                                                            | 1.850 |                       |
| X                                           |                                            | | |                       |
| Xakriabá                                    | Jê                                         | Brasilien (Minas Gerais)                                                                                  | 6000 | 2000                  |
| Xambioá                                     | Karajá                                     | Brasilien (Tocantins)                                                                                     | 250 – 185 | 1995 – 1999           |
| Xavante (A'uwe)                             | Jê                                         | Brasilien (Mato Grosso)                                                                                   | 7985 – 9602 | 1996 – 2000           |
| Xerente                                     | Jê                                         | Brasilien (Tocantins)                                                                                     | 1552 – 1814 | 1994 – 2000           |
| Xereu                                       | Karíb                                      | Brasilien (Pará, Amazonas)                                                                                | |                       |
| Xetá (Hetá)                                 | Tupí-Guaraní                               | Brasilien (Paraná)                                                                                        | 8 | 1998                  |
| Xikrin (Put Karot)                          | Jê (Kayapó)                                | Brasilien (Pará)                                                                                          | 1052 | 2000                  |
| Xipaya                                      | Juruna                                     | Brasilien (Pará)                                                                                          | 595 | 2003                  |
| Xokleng                                     | Jê                                         | Brasilien (Santa Catarina)                                                                                | 757 | 1998                  |
| Xokó                                        |                                            | Brasilien (Sergipe)                                                                                       | 250 | 1987                  |
| Xukuru                                      | Portugiesisch *                            | Brasilien (Pernambuco)                                                                                    | 3254 – 6363 | 1992 – 1999           |
| Xukuru Kariri                               | Portugiesisch *                            | Brasilien (Alagoas)                                                                                       | 1520 – 1820 | 1989 – 1996           |
| Y                                           |                                            | | |                       |
| Yagua                                       | Yagua                                      | SO-Kolumbien (Amazonas)                                                                                   | 294 |                       |
| Yahgan                                      |                                            | Feuerland                                                                                                 | |                       |
| Yaminawá                                    | Pano-Sprachen                              | Brasilien (Acre) / Peru / Bolivien (Pando)                                                                | 618 / 324 / 630 | 1999 / 1993 / 1997    |
| Yanacona                                    | (Quechua)                                  | Kolumbien (Cauca)                                                                                         | 19.623 | 1997                  |
| Yanomami                                    | Yanomami                                   | Brasilien (Amazonas, Roraima) / Venezuela                                                                 | 11.700 / 15.193 | 2000 / 1992           |
| Yauna                                       | Tucano                                     | SO-Kolumbien                                                                                              | 95 |                       |
| Yawalapiti                                  | Aruák                                      | Brasilien (Mato Grosso)                                                                                   | 196 – 208 | 1995 – 2002           |
| Yawanawá                                    | Pano-Sprachen                              | Brasilien (Acre)                                                                                          | 450 | 1999                  |
| Yekuana (Maiongong)                         | Karíb                                      | Brasilien (Roraima) / Venezuela                                                                           | 426 / 3632 | 2000 / 1992           |
| Yucuna                                      | Arawak-Sprachen                            | SO-Kolumbien                                                                                              | 597 |                       |
| Yudjá (Juruna)                              | Juruna                                     | Brasilien (Pará, Mato Grosso)                                                                             | 237 – 278 | 1997 – 2001           |
| Yukpa (Yuko)                                | Karib                                      | Kolumbien (Cesar) / Venezuela (Zulia)                                                                     | 4800 / 10900 | 2005 / 2011           |
| Yuri (= Juri)                               | (Ticuna)                                   | SO-Kolumbien (Amazonas)                                                                                   | 200 |                       |
| Yuruti                                      | Tucano                                     | Kolumbien (Vaupés)                                                                                        | 610 |                       |
| Z                                           |                                            | | |                       |
| Záparo                                      | Záparo                                     | Ecuador (Pastaza)                                                                                         | 100 | 2000                  |
| Zenú                                        | Spanisch *                                 | Kolumbien                                                                                                 | 33.910 |                       |
| Zo’é (Poturu)                               | Tupí-Guaraní                               | Brasilien (Pará)                                                                                          | 110 – 152 | 1990 – 1998           |
| Zoró (Pageyn)                               | Mondé                                      | Brasilien (Mato Grosso)                                                                                   | 257 – 414 | 1992 – 2001           |
| Zuruahã                                     | Arawá                                      | Brasilien (Amazonas)                                                                                      | 143 | 1995                  |

* seit der Kolonialzeit anstelle der eigenen Sprache verwendet